# Saint-Béat
Saint-Béat korábbi község Franciaországban, Haute-Garonne megyében. Lakosainak száma 367 fő (2015). Saint-Béat Eup, Arlos, Boutx, Chaum, Lez és Marignac községekkel határos.
2019. január 1-jén Lez korábbi községgel egyesült és az így létrejött Saint-Béat-Lez új község része lett.

## Népesség
A település népessége az elmúlt években az alábbi módon változott:
| Lakosok száma | 395  | 367  | 351  |
|               | 2013 | 2015 | 2016 |